# Osburg
Osburg település Németországban, Rajna-vidék-Pfalz tartományban. Lakosainak száma 2369 fő (2023. december 31.). Osburg Beuren községgel határos.

## Népesség
A település népességének változása:
| Lakosok száma | 1553 | 2435 | 2422 | 2360 | 2355 | 2369 |
|               | 1975 | 2017 | 2019 | 2021 | 2022 | 2023 |